# Planeta Nueve

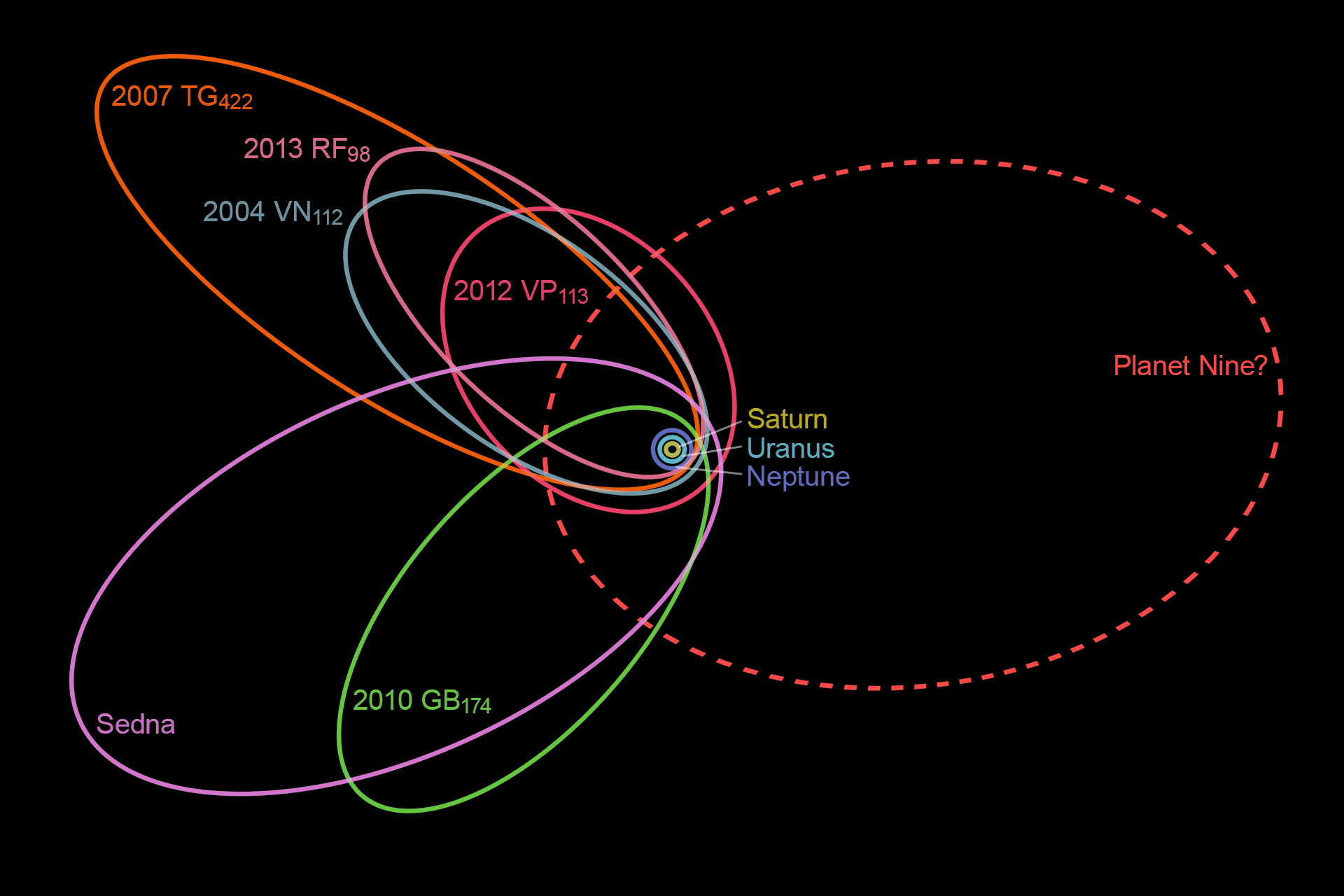
Las órbitas de seis de los objetos más distantes en el cinturón de Kuiper sugieren la presencia de un planeta cuyo efecto gravitatorio explicaría sus inusuales órbitas.

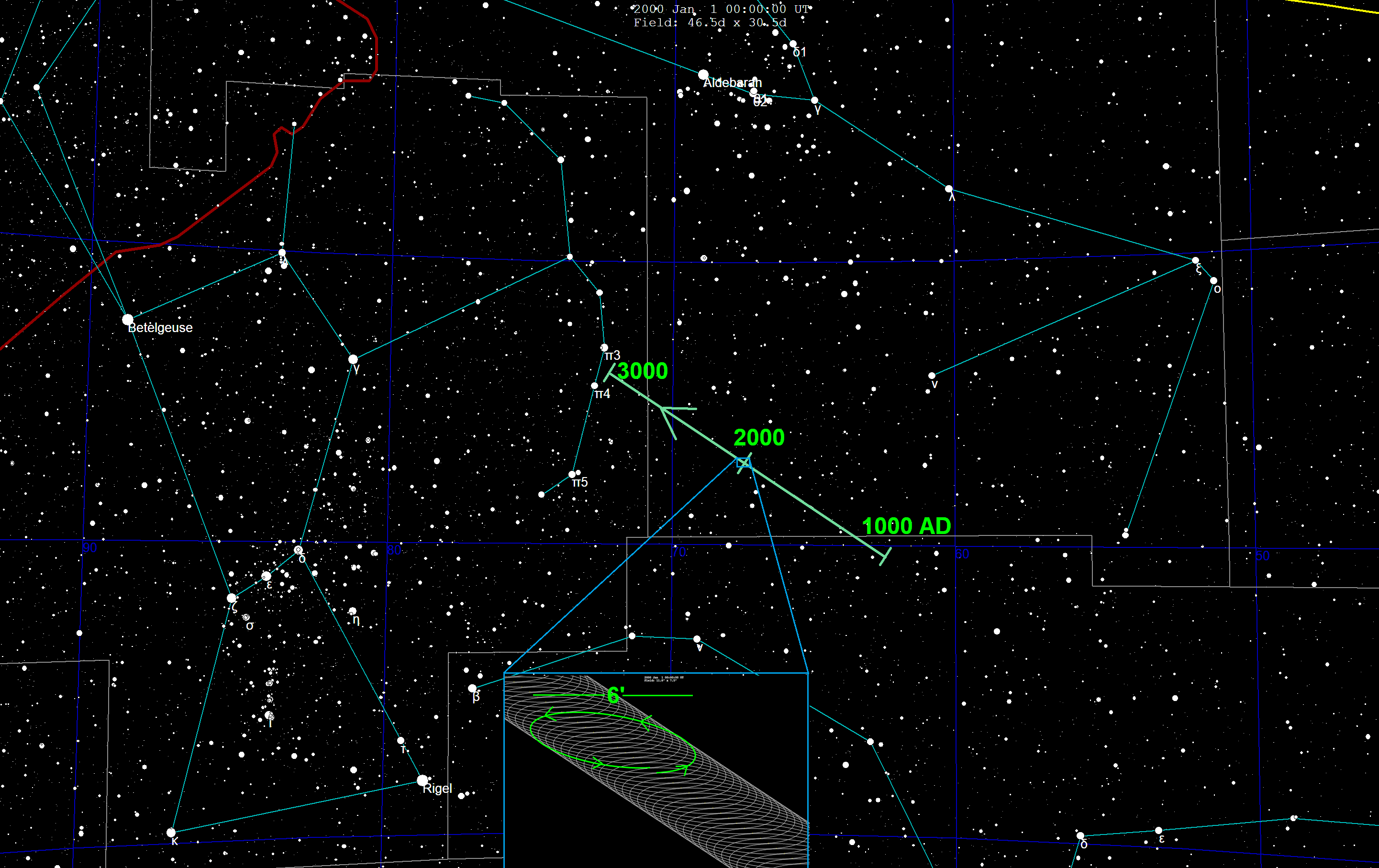
Posible recorrido del Planeta Nueve en la constelación de Orión entre los años 1000 y 3000.

Se ha hecho la suposición de que el Planeta Nueve es similar en tamaño y composición a los gigantes azules de hielo Urano y Neptuno, representados aquí a escala con los gigantes de gas y los planetas terrestres.

Planeta Nueve, o bien Noveno Planeta es el nombre provisional dado a un hipotético planeta helado de gran tamaño que podría existir en el sistema solar exterior, principalmente a partir del estudio publicado el 20 de enero de 2016 en el Astronomical Journal por los astrónomos del Instituto Tecnológico de California (Caltech) Michael E. Brown y Konstantin Batygin. La existencia de este planeta puede inferirse por el comportamiento de un grupo de objetos transneptunianos. Según informes de prensa de enero de 2016, Michael E. Brown situaría las probabilidades de la existencia del Planeta Nueve en un 90%. Podría tratarse del quinto gigante gaseoso que habría sido expulsado del sistema solar interior según postula el modelo de Niza. Su existencia explicaría las órbitas peculiares de dos grupos de objetos del cinturón de Kuiper.
A finales de 2018, todavía no había constancia de ningún avistamiento del Planeta Nueve, y aunque algunos telescopios como el Explorador de Infrarrojos de Campo Amplio (WISE) y el Pan-STARRS no llegaron a detectarlo, la existencia de un objeto con el diámetro de Neptuno en el sistema solar exterior aún no ha sido descartada. La capacidad de estas prospecciones del cielo para detectar el Planeta Nueve dependería de su ubicación y características. Asimismo, se están realizando estudios adicionales de las regiones restantes a través del WISE y el telescopio Subaru. A menos que el Planeta Nueve llegue a observarse por algún telescopio o a simple vista, su existencia es puramente conjetural. Se han propuesto varias teorías alternativas para explicar la agrupación observada de TNOs.

## Características

### Órbita
Se plantea como hipótesis que el Planeta Nueve sigue una órbita altamente elíptica alrededor del Sol, con un periodo orbital de entre 10 000 y 20 000 años terrestres. La órbita del planeta tendría un semieje mayor de aproximadamente 700 UA, unas veinte veces la distancia de Neptuno al Sol, aunque podría aproximarse hasta las 200 UA (30 000 millones de km), y su inclinación estimada sería de unos 30 (±10) grados sobre el plano de la eclíptica. La alta excentricidad de la órbita del Planeta Nueve podría alejarlo hasta unas 1200 UA en su afelio.
El afelio, o el punto más lejano desde el Sol, estaría en la dirección aproximada de las constelaciones de Orión y Tauro, mientras el perihelio, o el punto más cercano al Sol, estaría en la dirección aproximada de las áreas del sur de Serpens (Caput), Ofiuco y Libra.
Según un artículo publicado en el Washington Post, los telescopios de al menos dos continentes se encontrarían ya buscando exhaustivamente el objeto, cuya órbita se encontraría 20 veces más alejada del Sol que la del planeta Neptuno, con un tiempo para completar su órbita estimado entre 10 000 y 20 000 años terrestres.
Acompañando a este planeta gigante helado, según los modelos informáticos utilizados para este estudio, debería existir al menos un conjunto de cinco objetos realizando órbitas perpendiculares al plano del sistema solar.[cita requerida] De encontrarse actualmente en la parte más alejada del Sol dentro de su órbita, serían necesarios los mayores telescopios del mundo, como el telescopio Subaru ubicado en Hawái.
La hipótesis sobre la posible existencia del Planeta 9, se encuentra actualmente en el ámbito de la especulación. No obstante, es una especulación que cuenta con una sólida fundamentación y cumple con los tres criterios esenciales para ser considerada seriamente en el ámbito científico: a) es físicamente plausible; b) está respaldada por una justificación teórica adecuada; y c) es susceptible de ser verificada empíricamente.

### Tamaño
Se estima que el planeta tiene de 5 a 10 veces la masa y de 2 a 4 veces el diámetro de la Tierra. Una inspección con infrarrojos del Wide-field Infrared Survey Explorer (WISE) en 2009 no excluye semejante objeto, ya que sus resultados permiten la existencia de un objeto del tamaño de Neptuno más allá de 700 UA. Un estudio similar realizado en 2014 se enfocó en los posibles cuerpos de mayor masa en el sistema solar exterior y descartó objetos de la masa de Júpiter fuera de las 26 000 UA. Brown estima que la masa del Planeta Nueve es mayor que la masa necesaria para limpiar su órbita a lo largo de 4600 millones de años, y que por tanto cumple con la definición de planeta.

### Composición
Brown especula que es muy probable que el planeta predicho sea un gigante de hielo expulsado del interior del sistema solar y de composición similar a Urano y Neptuno, constituidos por roca, hielo y gas.

## Nombres informales
Brown y Batygin han utilizado los nombres «Jehoshaphat» y «George» (Jorge) para el Planeta Nueve. Brown ha declarado: «En realidad lo llamamos “Phattie” (‘Gordito’) cuando estamos hablando entre nosotros». En agosto de 2014, se propuso el nombre «Telisto», del griego: τήλιστος, tēlistos, el "lejano", en las noticias mensuales de la Real Sociedad Astronómica, para el planeta hipotético responsable de las órbitas inusuales de los sednoides y los objetos separados.

## Detección indirecta

### Primeras especulaciones
El descubrimiento de Sedna y su peculiar órbita en 2004 llevó a la conclusión de que algo situado más allá de los ocho planetas conocidos «perturbó a Sedna y lo alejó del cinturón de Kuiper. Pudo haber sido otro planeta o estrella que se aproximó al Sol o pudo haber sido un grupo de estrellas si el Sol se formó en un cúmulo».
Después de analizar las órbitas de un grupo de objetos transneptunianos con órbitas altamente elongadas, Rodney Gomes, del Observatorio Nacional de Brasil, creó varios modelos que demostraban la posible existencia de un planeta todavía no detectado, de tamaño desconocido y órbita indeterminada, que podría estar demasiado alejado para influir en los movimientos de la Tierra y de los restantes planetas interiores, pero aún suficientemente próximo al disco de objetos dispersos para conducirlos a sus órbitas alargadas.
El anuncio del descubrimiento de 2012 VP113 en marzo de 2014, que compartía características orbitales con Sedna y con otros objetos transneptunianos extremos, aumentó aún más la posibilidad de una supertierra no detectada y situada en una gran órbita exterior.

### Caso para un nuevo planeta
Trujillo y Shepherd analizaron las órbitas de los objetos transneptunianos (TNO) con perihelio superior a 30 UA y un semieje mayor más grande que 150 UA. Además encontraron que compartían una agrupación de características orbitales, particularmente en términos del argumento del perihelio, que describe la orientación de las órbitas elípticas en sus planos orbitales. Propusieron un «cuerpo único de 2-15 masas terrestres en una órbita circular de baja inclinación entre 200 y 300 UA» para explicar el patrón.
Brown y Batygin analizaron entonces seis objetos transneptunianos extremos en una configuración estable de órbitas mayormente fuera del cinturón de Kuiper (a saber, Sedna, 2012 VP113, 2007 TG422, 2004 VN112, 2013 RF98, y 2010 GB174). Un análisis más detallado de los datos demostró que estos seis objetos trazan órbitas elípticas que están alineadas aproximadamente en la misma dirección en el espacio físico y se encuentran aproximadamente en el mismo plano. Según estimaciones, esto solo ocurriría por azar con una probabilidad del 0,007 %.
La siguiente tabla contiene objetos transneptunianos con perihelios superiores a 30 UA y un semieje mayor superior a 250 UA (incluyendo los 6 objetos analizados por Brown y Batygin; y el Planeta Nueve).
| Objeto transneptuniano       | Elementos orbitales    | Elementos orbitales | Elementos orbitales | Elementos orbitales | Elementos orbitales         |
| Objeto transneptuniano       | Período orbital (años) | Semieje mayor (UA)  | Perihelio (UA)      | Excentricidad       | Argumento del perihelio (ω) |
| ---------------------------- | ---------------------- | ------------------- | ------------------- | ------------------- | --------------------------- |
| 2012 VP113                   | 4 151                  | 258,27              | 80,39               | 0.69                | 293,5°                      |
| 2018 VM35                    | 4 347                  | 266,37              | 44,69               | 0,83                | 303,5°                      |
| 2014 WB556                   | 5 144                  | 298,01              | 42,51               | 0,86                | 234,5°                      |
| 2014 SR349                   | 5 254                  | 302,23              | 47,69               | 0,84                | 340,9°                      |
| 2013 FT28                    | 5 501                  | 311,61              | 43,45               | 0,86                | 40,5°                       |
| (474640) 2004 VN112          | 5 697                  | 318,97              | 47,30               | 0,85                | 326,8°                      |
| GT50 2015                    | 5 850                  | 324,66              | 38,48               | 0,88                | 129,3°                      |
| 2013 SL102                   | 5 891                  | 326,18              | 38,11               | 0,88                | 265,4°                      |
| 2010 GB174                   | 6 565                  | 350,59              | 48,75               | 0,86                | 347,4°                      |
| 2013 RF98                    | 6 763                  | 357,63              | 36,07               | 0,90                | 311,6°                      |
| 2015 RX245                   | 8 362                  | 411,98              | 45,60               | 0,89                | 65,1°                       |
| 2015 BP519                   | 9 017                  | 433,22              | 35,24               | 0,92                | 348,2°                      |
| (523622) 2007 TG422          | 10 156                 | 468,98              | 35,55               | 0,92                | 285,6°                      |
| 2013 RA109                   | 10 480                 | 478,90              | 45,98               | 0,90                | 262,8°                      |
| (90377) Sedna                | 10 665                 | 484,52              | 76,26               | 0,84                | 311,4°                      |
| 2013 SY99                    | 18 277                 | 693,86              | 50,02               | 0,93                | 32,1°                       |
| 2015 KG163                   | 24 042                 | 833,00              | 40,50               | 0,95                | 32,2°                       |
| (541132)                     | 33 128                 | 1031,49             | 65.04               | 0,94                | 118,0°                      |
| 2014 FE72                    | 71 731                 | 1726,39             | 36,37               | 0,98                | 134,4°                      |
| Planeta Nueve (hipotetizado) | ~ 15,000               | ~ 700               | ~ 200               | 0.6                 | 150°                        |

### Hipótesis sobre el Planeta Nueve

Correlaciones orbitales entre los seis objetos transneptunianos distantes llevó a la hipótesis. (Ver: Cuadro final de órbitas)

El primer argumento con fuerza a favor de la existencia del Planeta Nueve fue publicado en 2014 por los astrónomos Scott Sheppard, del Instituto Carnegie de Ciencias, y Chad Trujillo, del Observatorio Gemini de Hawái, que sugirieron que las órbitas similares de ciertos objetos tales como los sednoides podrían estar influenciados por un planeta masivo desconocido en el borde del sistema solar. Sus hallazgos sugieren que una supertierra de unas 2 a 15 M⊕, más allá de las 200 UA, con una órbita altamente inclinada de 1500 UA podría conducir a los objetos extremos del cinturón de Kuiper (KBO) en órbitas de similar tipo.
Las simulaciones por ordenador de Michael E. Brown y Konstantin Batygin, originalmente desarrolladas para refutar el artículo de 2014, en su lugar proporcionaron evidencia adicional de que el Planeta Nueve puede existir. Su modelo teórico explica tres aspectos esquivos del cinturón de Kuiper (el alineamiento físico de las órbitas distantes, la generación de objetos separados tales como Sedna y la existencia de una población que traza trayectorias orbitales perpendiculares).
Brown describió después el planeta hipotético como un perturbador de los KBOs extremos y especuló que, si se demuestra que las conclusiones actuales son correctas, el Planeta Nueve se podría haber desarrollado en el núcleo de un gigante gaseoso, si no hubiera sido arrojado a los confines del sistema solar.
Brown piensa que si el nuevo objeto existe y se confirma que tiene los efectos observados, necesita ser incluso más masivo si está más alejado. Piensa que no importa dónde se especule que está; si existe, entonces domina el límite exterior del sistema solar, lo que es suficiente para hacerlo un planeta en las definiciones actuales.

#### Trujillo y Sheppard (2014)
El argumento inicial para la existencia de un planeta más allá de Neptuno fue publicado en 2014 por los astrónomos Chad Trujillo y Scott S. Sheppard, quienes sugirieron que las órbitas similares de los objetos transneptunianos extremos (ETNO) tales como sednoides podrían ser causadas por un planeta desconocido masivo en unos cientos de unidades astronómicas a través del mecanismo de Kozai para explicar las alineaciones. En esta disposición los argumentos de perihelio de los objetos se librarían alrededor de 0° o 180°, de modo que sus órbitas cruzan el plano de la órbita del planeta cerca del perihelio y el afelio, en los puntos más lejanos del planeta.[cita requerida]
Trujillo y Sheppard analizaron las órbitas de doce objetos transneptunianos (TNOs) con perihelio mayor de 30 UA y semiejes mayores superiores a 150 UA, y encontraron un agrupamiento de características orbitales, particularmente sus argumentos de perihelio (orientación de las órbitas elípticas dentro de sus planos orbitales). Las perturbaciones de los cuatro planetas gigantes conocidos del sistema solar (Júpiter, Saturno, Urano y Neptuno) deberían haber dejado alejados del perihelio de los doce TNOs, como en el resto de la región trans-neptuniana, a menos que haya algo que los sostenga. En un trabajo posterior que anunciaba el descubrimiento de varios objetos más distantes, Trujillo y Sheppard observaron una correlación entre la longitud del perihelio y el argumento del perihelio de estos objetos. Los que tienen una longitud de perihelio de 0-120° tienen argumentos de perihelio entre 280-360°, y aquellos con longitud de perihelio de 180-340° tienen argumento de perihelio 0-40°. Encontraron una significación estadística de esta correlación de 99,99%.
Simulaban numéricamente un cuerpo de 2-15 masas de tierra en una órbita circular de baja inclinación entre 200 UA y 300 UA, así como simulaciones adicionales con un objeto de masa de Neptuno en una órbita de alta inclinación a 1500 UA para mostrar la idea básica de cómo un solo planeta grande puede pastorear los objetos transneptunianos extremos más pequeños en tipos similares de órbitas. Era una prueba básica de la simulación de concepto que no obtuvo una órbita única para el planeta, ya que indican que hay muchas configuraciones orbitales posibles que dicho planeta podría tener. Por lo tanto, no formularon un modelo que incorporara con éxito toda la agrupación de los objetos extremos con una órbita para el planeta, pero fueron los primeros en notar que había un agrupamiento en las órbitas de objetos extremadamente distantes y que la razón más probable era de un planeta distante masivo desconocido. 
Su trabajo es muy similar a cómo Alexis Bouvard observó que el movimiento de Urano era peculiar y sugirió que era probable que las fuerzas gravitatorias de un desconocido octavo planeta, que condujeron al descubrimiento de Neptuno.

#### De la Fuente Marcoset al.(2014)
En junio de 2014, Raúl y Carlos de la Fuente Marcos incluyeron un decimotercer objeto transneptuniano y notaron que todos sus argumentos de perihelio cercano a 0°. En otro análisis confirmaron que la única explicación es que la alineación observada de los argumentos del perihelio puede ser explicada por un planeta no detectado. También han teorizado que un conjunto de objetos transneptunianos extremos (ETNOs) son mantenidos agrupados por un mecanismo Kozai similar al que existe entre el cometa 96P/Machholz y Júpiter.
Ellos especularon que tendría una masa entre la de Marte y Saturno; y orbitaría a unos 200 UA del Sol. Además, sugieren que este planeta está en resonancia con otro planeta más masivo a aproximadamente 250 UA del Sol, tal como en el argumento de Trujillo y Sheppard. Tampoco descartaron la posibilidad de que el planeta pudiera haber estado mucho más lejos pero mucho más masivo para tener el mismo efecto y admitió que la hipótesis necesitaba más trabajo. Tampoco descartaron otras explicaciones y esperaron más claridad a medida que los investigadores estudian órbitas de objetos más distantes.

#### Batygin y Brown (2016)

Las correlaciones orbitales entre seis objetos transneptunianos distantes llevaron a la hipótesis. (Véase: Órbitas del cuadro final)

Konstantin Batygin y Michael E. Brown, de Caltech, buscaron refutar el mecanismo propuesto por Trujillo y Sheppard. Mostraban que la formulación original de Trujillo y Sheppard, que había identificado una agrupación de argumentos de perihelio a 344°, estaba principalmente bajo el efecto de las resonancias de Neptuno para muchos objetos en su conjunto de análisis y que, una vez filtrada, el argumento del perihelio para los objetos restantes no afectados por Neptuno estaba en 318°± 8°. Esto estaba fuera de la alineación con la forma en que el mecanismo de Kozai alinearía estas órbitas.
Sin embargo, Batygin y Brown encontraron que los cuatro objetos destacados restantes no afectados por Neptuno eran aproximadamente coplanarios con los sednoides Sedna y 2012 VP113, así como agrupados alrededor de un argumento de perihelio con ellos, y encontró que solo había un 0,007% de probabilidad de que esto se debía al azar.
Batygin y Brown también analizaron seis objetos transneptunianos extremos (ETNOs) en una configuración estable de órbitas en su mayoría fuera del cinturón de Kuiper (es decir Sedna, 2012 VP113, 2007 TG422, 2004 VN112, 2013 RF98, 2010 GB174). Una mirada más cercana a los datos mostró que estos seis objetos tienen órbitas que no están agrupadas en sus argumentos de perihelio, sino que están alineadas aproximadamente en la misma dirección en el espacio físico y se encuentran aproximadamente en el mismo plano.
Estos seis objetos habían sido descubiertos por seis estudios diferentes en seis telescopios diferentes. Eso hizo menos probable que el aglutinamiento pudiera ser debido a un sesgo de observación como apuntar un telescopio en una parte particular del cielo. Y nuevamente, siendo los seis objetos más distantes, significaban que eran menos propensos a ser perturbados por Neptuno, que orbita 30 UA desde el Sol. Generalmente, los TNOs con perihelios menores de 36 UA son influenciados por Neptuno. 
Estos seis son los únicos cuerpos que se sabe que tienen perihelio mayor que 30 UA y un semieje mayor superior a 250 UA, a partir de enero de 2016. Los seis objetos son relativamente pequeños, pero actualmente son relativamente brillantes porque están cerca de su distancia más cercana al Sol en sus órbitas elípticas.
Una simulación numérica fue capaz de explicar tanto los argumentos de perihelio como la coincidencia de planos orbitales con resonancias de movimiento medio causadas por un objeto masivo hipotético de 10 M⊕ sobre una órbita altamente excéntrica y moderadamente inclinada. El modelo generó un patrón de objetos de alta inclinación que especularon como resultado de una combinación de efecto de movimiento medio con el efecto de Kozai relativo al planeta hipotético, y que posteriormente encontraron en bases de datos de objetos menores en el Sistema Solar. Su origen no podría explicarse previamente bien.[cita requerida]
Su modelo teórico explicó tres aspectos evasivos de la región transneptuniana en un solo cuadro unificador: la alineación física de las órbitas distantes, la generación de objetos separados separados del cinturón de Kuiper como Sedna y la existencia de una población de objetos con órbitas de alta inclinación. Su trabajo es similar a cómo Urbain Le Verrier predijo la posición de Neptuno basada en las observaciones de Alexis Bouvard y la teoría del movimiento peculiar de Urano.
Dentro de la hipótesis del Planeta Nueve y dependiendo de los valores reales de los parámetros orbitales del perturbador, los TNOs pueden ser una población primordial o transitoria. La órbita de 2013 RF98 es similar a la de 2004 VN112. Los espectros visibles de 2004 VN112 y 2013 RF98 son similares; pero muy diferentes a los de Sedna. El valor de su pendiente espectral sugiere que las superficies de 2013 RF98 pueden tener hielos de metano puros (como en el caso de Plutón) y carbones altamente procesados, incluyendo algunos silicatos amorfos. Su pendiente espectral es similar a la de 2004 VN112.

#### Héctor Socas (2022)
El astrofísico español Héctor Socas-Navarro del IAC (Instituto Astrofísico de Canarias) propuso a través de datos obtenidos por Amir Siraj y Abraham Loeb de la fuerza espacial americana que el meteoro CNEOS14 podría ser un objeto desviado por el hipotético planeta 9 desde una de sus lunas. La trayectoria del meteoro que impactó cerca de Papúa Nueva Guinea, que fue observado cruzando el cielo con una velocidad heliocéntrica de ∼60 km/s (superando la velocidad de escape del sistema solar a 1UA), sería una pista directa de la existencia de dicho planeta, ya que o bien vino directo desde fuera del sistema solar con trayectoria hiperbólica, o bien fue desviado desde el cinturón de Kuiper por un objeto de gran masa. Después de una revaluación independiente en su trayectoria de origen por el equipo de E. Peña-Asensio, J. M. Trigo-Rodríguez, A. Rimola, el origen de CNEOS14 ha sido asignado a RA: 88.9 ± 1.5° y dec: 13.3 ± 3.8°, mejorando la zona de hipótesis a favor Héctor Socas. Se siguen realizando observaciones astronómicas para refutar o confirmar dichos cálculos.

### Inferencia
Batygin fue cauto en la interpretación de los resultados, diciendo: «Hasta que el Planeta Nueve sea captado por la cámara no cuenta como real. Todo lo que tenemos ahora es un eco».
Brown situó las probabilidades para la existencia del Planeta Nueve en alrededor del 90%. Greg Laughlin, uno de los pocos investigadores que sabían de antemano acerca de este artículo, da una estimación del 68,3%. Otros científicos escépticos exigen más datos en cuanto a KBOs adicionales para ser analizados o evidencia final a través de la confirmación fotográfica. Brown, aunque reconoce el punto de vista de los escépticos, todavía piensa que hay datos suficientes para organizar una búsqueda seria de un nuevo planeta, y asegura a todos que no va a ser una búsqueda inútil.
Brown es apoyado por James L. Green, director de la División para Ciencias Planetarias de la NASA, quien dijo que «la evidencia es más clara ahora de lo que nunca ha sido antes».
Tom Levenson concluyó que, por ahora, el Planeta Nueve parece ser la única explicación satisfactoria para todo lo que ahora se conoce acerca de las regiones exteriores del sistema solar.

## Esfuerzos subsiguientes hacia la detección indirecta

### Oblicuidad solar
Los análisis realizados contemporáneamente e independientemente por Bailey, Batygin y Brown; y Gomes, Deienno y Morbidelli sugieren que el Planeta Nueve podría ser responsable de inducir el desalineamiento de la órbita de rotación del sistema solar. El eje de rotación del Sol está inclinado aproximadamente a 6° del plano orbital de los planetas gigantes. La razón exacta de esta discrepancia sigue siendo una pregunta abierta en astronomía.[cita requerida]
El análisis utilizó simulaciones por computadora para mostrar que tanto la magnitud como la dirección de la inclinación pueden ser explicadas por los pares gravitacionales ejercidos por el Planeta Nueve en los otros planetas durante la vida del sistema solar.[cita requerida] Estas observaciones son consistentes con la hipótesis del Planeta Nueve, pero no prueban que el Planeta Nueve existe, ya que podría haber alguna otra razón (o más de una), para el desalineamiento de la órbita del sistema solar. 

### Mediciones Cassini de la órbita de Saturno
Un análisis de los datos de Cassini sobre la órbita de Saturno fue inconsistente con la hipótesis del Planeta Nueve si su anomalía verdadera es de -130° a -110° o -65° a 85°. El análisis, usando los parámetros orbitales de Batygin y Brown para el Planeta Nueve, sugiere que la falta de perturbaciones a la órbita de Saturno se explica mejor si el Planeta Nueve se encuentra en una anomalía verdadera de 117.8°. En este lugar, el Planeta Nueve estaría aproximadamente a 630 UA del Sol, con ascensión recta cerca de 2h y declinación cercana a -20°, en Cetus.
Un posterior análisis de los datos de Cassini por los astrofísicos Matthew Holman y Matthew Payne reforzó las restricciones sobre posibles ubicaciones del Planeta Nueve. Holman y Payne desarrollaron un modelo más eficiente que les permitió explorar una gama más amplia de parámetros que en el análisis anterior basadas en las mediciones de posición de Saturno, con las limitaciones dinámicas de Batygin y Brown en la órbita del Planeta Nueve. Holman y Payne concluyeron que el Planeta Nueve es más probable que esté localizado en un área del cielo cerca de la constelación Cetus, en (RA, Dec) = (40°,-15°). Recomiendan esta área como alta prioridad para una campaña de observación eficiente.

### Análisis de la órbita de Plutón
Un análisis de la órbita de Plutón por Matthew J. Holman y Matthew J. Payne encontró perturbaciones mucho mayores de lo previsto por Batygin y la órbita propuesta por Brown para el Planeta Nueve. Holman y Payne sugirieron tres posibles explicaciones. Los datos relativos a la órbita de Plutón podrían tener errores sistemáticos significativos. Podría haber un pequeño planeta sin descubrir en el rango de 60-100 UA (además del Planeta Nueve); esto podría ayudar a explicar el acantilado de Kuiper. Y finalmente, podría haber un planeta más masivo o más cercano al Sol en lugar del planeta predicho por Batygin y Brown.

### Búsqueda de objetos transneptunianos extremos adicionales

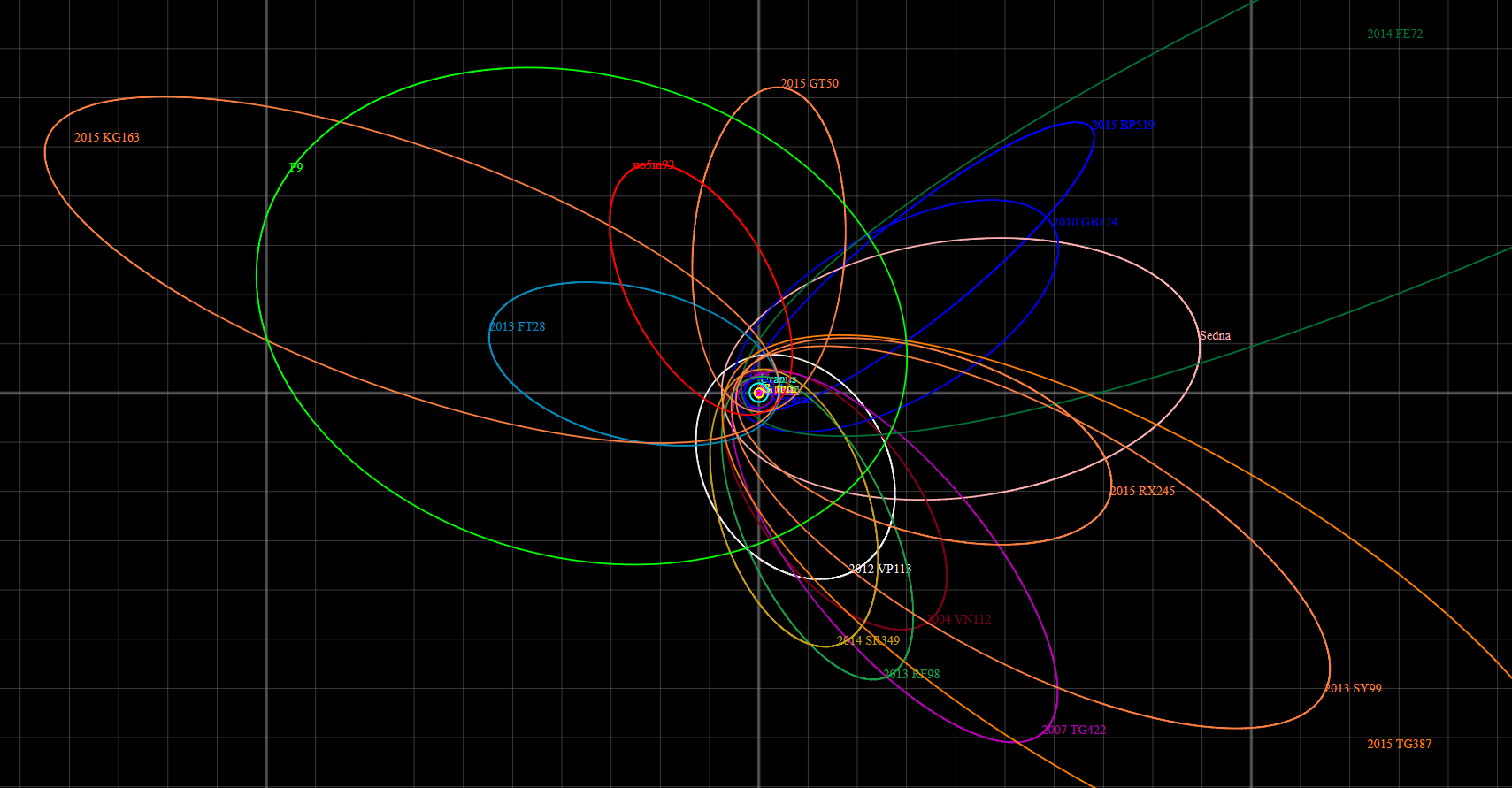
Posible diagrama orbital del Planeta Nueve (color verde lima, identificado como "P9") y varios objetos transneptunianos extremos. Cada cuadrado de fondo tiene 100 UA de ancho.

Encontrar más objetos permitiría a los astrónomos hacer predicciones más precisas sobre la órbita del planeta hipotético. El Gran Telescopio para Rastreos Sinópticos, que se completará en 2023, será capaz de mapear todo el cielo en solo unas pocas noches, proporcionando más datos sobre objetos distantes del cinturón de Kuiper que podría reforzar la evidencia del Planeta Nueve y ayudar a determinar su ubicación actual.
Investigaciones sobre la existencia de patrones proporcionales en las órbitas de los ETNOs conocidos sugieren que están sujetos a resonancias orbitales de planetas aún no detectados más allá de la órbita de Plutón. Análisis posteriores en la distribución de los elementos orbitales de los ETNOs también sugieren la presencia de más de un planeta "trans-plutoniano".
La inclusión de un lejano planeta provoca una distribución orbital distinta en los objetos transneptunianos del disco disperso y los ETNOs, como lo demuestran varias simulaciones. Dichas simulaciones indican que la masa estimada de la población de ETNOs (q> 37 UA, 50 <a <500 UA) sería tres veces más si hay un distante planeta en una órbita circular y diez veces si está en una órbita excéntrica. Estos objetos también presentan una inclinación más amplia, con una fracción significativa que tiene inclinaciones mayores de 60° (si es que el planeta lejano tiene una órbita excéntrica).
Debido a que tales grupos de objetos son difíciles de detectar con los instrumentos actuales, aún no se ha observado dicha población. Sin embargo, esto no esta limitado a las observaciones actuales.     
Los objetos transneptunianos extremos (ETNOs) recientemente descubiertos incluyen:
- 2013 SY99, un objeto cuyo perihelio parece estar alineado con los otros seis objetos distantes.[60][61] "L91" - como se ha apodado - parece que podría encajar con el grupo antialineados, pero la astrofísica Michele Bannister del Queen's University Belfast, que describió el objeto, citó modelos que sugieren que podría no tener nada que ver con el Planeta Nueve.[62]

- 2013 FT28, situado en el lado opuesto del cielo (longitud del perihelio alineado con el Planeta Nueve) pero dentro de la órbita propuesta del Planeta Nueve, donde las simulaciones por computadora sugieren que estaría a salvo de influencias gravitatorias.

- 2014 SR349, cuya órbita está también alineado con los seis objetos anteriores.

- 2014 FE72, un objeto con una órbita tan extrema que alcanza a unos 3000 UA del Sol en una elipse masivamente alargada (a esta distancia su órbita está influenciada por la marea galáctica y otras estrellas).[63][64]

### Efecto en la nube de Oort
En una preimpresión sin publicar del estudiante de doctorado de Technion, Erez Michaely y el profesor de astronomía Avi Loeb de Harvard ha sugerido que el Planeta Nueve conduciría a la formación de una estructura esferoidal dentro de la nube de Oort a aproximadamente 1200 UA que podría ser una fuente de cometas y difieren de la estructura producida por una estrella pasajera. Sugirieron que el Gran Telescopio para Rastreos Sinópticos podría detectar esta estructura, si existe.[cita requerida]
Estudios y simulaciones demuestran que la distribución orbital de los cometas eclípticos puede explicarse incluyendo al Planeta Nueve.

### Órbitas de cometas casi parabólicas
Un análisis de las órbitas de los cometas con órbitas casi parabólicas identifica cinco nuevos cometas con órbitas hiperbólicas que se aproximan a la órbita nominal del Planeta Nueve descrito en el trabajo inicial de Batygin y Brown. Si estas órbitas son hiperbólicas debido a encuentros cercanos con el Planeta Nueve, se estimaría que el Planeta Nueve está actualmente cerca de afelio con una ascensión recta de 83°-90° y una declinación de 8°-10°. Scott Sheppard, que es escéptico de este análisis, señala que muchas fuerzas influyen en las órbitas de los cometas.

### Correlación de argumentos y longitudes de perihelio
Trujillo y Sheppard anuncian el descubrimiento de varios objetos distantes observaron una correlación entre la longitud del perihelio y el argumento del perihelio de estos objetos. Los que tienen una longitud de perihelio de 0-120° tienen argumentos de perihelio entre 280-360°, y aquellos con una longitud de perihelio de 180-340° tienen argumento de perihelio 0-40°. La significación estadística de esta correlación fue de 99,99%. Sugieren que la correlación se debe a las órbitas de estos objetos que evitan acercamientos al Planeta Nueve pasando por encima o por debajo de su órbita. También observaron que los argumentos de perihelio de TNOs con perihelio inferior a 35 UA son opuestos a aquellos con perihelio mayor de 35 UA.[cita requerida]

### Nodos ascendentes de objetos con un largo semieje mayor
En un artículo, Carlos y Raúl de la Fuente Marcos muestran evidencias para una posible distribución bimodal de las distancias nodales de los ETNOs. Es poco probable que esta correlación sea el resultado de un sesgo observacional, ya que también aparece en la distribución nodal de los centauros y cometas con un largo semieje mayor. Si se debe a que los ETNOs experimentan aproximaciones cercanas al Planeta Nueve, es consistente con un planeta con un semieje mayor de 300-400 UA.[cita requerida]

### Posible interrupción de un binario
Semejanzas entre las órbitas de 2013 RF98 y 2004 VN112 han llevado a la sugerencia de que eran un objeto binario interrumpido cerca del afelio durante un encuentro con un objeto distante. Los espectros visibles de 2004 VN112 y 2013 RF98 son también similares, pero muy diferentes de los de Sedna.[cita requerida] El valor de sus pendientes espectrales sugiere que las superficies de 2013 RF98 pueden tener cantidades de metano puro (como en el caso de Plutón) y carbones altamente procesados, incluyendo algunos silicatos amorfos. La ruptura de un binario requeriría un encuentro relativamente cercano con el Planeta Nueve, sin embargo, es menos probable a grandes distancias del Sol.[cita requerida]

### Dinámica secular de los TNO extremos
Hervé Beust calculó numéricamente el Hamiltoniano describiendo la dinámica secular de los objetos perturbados por el Planeta Nueve. Las parcelas de excentricidad frente a la longitud del perihelio formaron curvas cerradas, o islas de libación para objetos alineados y antialineados. Estos se asemejan a las parcelas de Batygin y el papel original de Brown que mostró la evolución de los elementos orbitales de ETNOs en simulaciones bajo la influencia del Planeta Nueve. Beust también produjo parcelas similares para objetos en resonancia con un Planeta Nueve en un semieje mayor de 665 UA, por ejemplo Sedna en una resonancia de 3:2, según lo propuesto por Malhotra, Volk y Wang. Las islas de libration en algunos de estos casos incluyeron ubicaciones que no sean alineación o anti-alineación. Beust señala que mientras que la protección de fase de objetos resonantes proporciona protección adicional, los cuerpos de la población antinatural no necesitan estar en resonancia con el Planeta Nueve para permanecer en órbitas estables a largo plazo.[cita requerida]

### Ocultaciones de los troyanos de Júpiter
Malena Rice y Gregory Laughlin han propuesto la construcción de una red de telescopios para detectar las ocultaciones de cuerpos menores del Sistema Solar, específicamente de los troyanos de Júpiter. La cronología de dichas ocultaciones proporcionaría una astrometría precisa para detectar perturbaciones gravitacionales en sus órbitas y variaciones debidas a la marea del supuesto Planeta Nueve.

## Detección directa

### Localización
Si existe el planeta y está cerca de su perihelio, los astrónomos podrían identificarlo a partir de imágenes existentes. Para su afelio, se requieren los telescopios más grandes. Sin embargo, si el planeta se encuentra actualmente en el medio, muchos observatorios podrían detectar al Planeta Nueve. Estadísticamente, el planeta tiene más probabilidades de estar más cerca de su afelio, a una distancia de más de 500 UA. Esto es porque los objetos se mueven más lentamente cuando están cerca de su afelio, de acuerdo con la segunda ley de Kepler. 
La búsqueda en bases de datos de objetos estelares realizada por Brown y Batygin ya ha excluido la mayor parte del cielo donde el planeta predicho podría estar, salvo la dirección de su afelio, o en los fondos difíciles de detectar donde la órbita cruza el fondo de la Vía Láctea, que está cerca de las direcciones del afelio o al lado de su perihelio en la dirección aproximada de Escorpio y Sagitario.

### Búsquedas en curso
Debido a que se predice que el planeta es visible desde el hemisferio norte, se espera que la búsqueda primaria se lleve a cabo utilizando el Telescopio Subaru, que tiene una abertura suficientemente grande para ver objetos débiles y un amplio campo de visión para acortar la búsqueda. Dos equipos de astrónomos -Batygin y Brown, así como Trujillo y Sheppard- están llevando a cabo esta búsqueda conjuntamente. Se espera que la búsqueda lleve hasta cinco años. Brown y Batygin inicialmente redujeron la búsqueda a aproximadamente 2.000 grados cuadrados de cielo cerca de Orión, una franja de espacio que, según la opinión de Batygin, podría ser cubierta en 20 noches por el Telescopio Subaru. Los subsiguientes refinamientos de Batygin y Brown han reducido el espacio de búsqueda a 600-800 grados cuadrados de cielo.

### Radiación
Un planeta lejano como este reflejaría poca luz, pero —debido a que se estima que es un cuerpo grande— es más probable que su rúbrica de radiación sea detectada por telescopios infrarrojos o radiotelescopios terrestres como el Atacama Large Millimeter Array (ALMA). Sin embargo, esto todavía tendría que ser confirmado con la corroboración visual, ya que el ALMA no puede distinguir fácilmente un cuerpo pequeño y cercano, de uno grande y distante.

### Visibilidad
Los telescopios estarían buscando un objeto que, debido a su distancia extrema del Sol, reflejaría poca luz solar y potencialmente evadiría los avistamientos. Se espera que tenga una magnitud aparente más débil que 22, por lo que es al menos seiscientas veces más débil que Plutón. A modo de comparación, el telescopio espacial Hubble ha detectado objetos tan tenues como de magnitud 31 durante la fotografía de campo ultra profundo del Hubble. Sin embargo, el telescopio Subaru ha alcanzado un límite fotográfico de magnitud 27,7 con una exposición de diez horas.
Una búsqueda preliminar de los datos de archivos del programa Catalina Sky Survey, Pan-STARRS y WISE, no ha identificado el Planeta Nueve. Las áreas restantes para buscar están cerca del afelio, que se encuentra cerca del plano galáctico de la Vía Láctea. Esta dirección del afelio es donde el planeta predicho sería menos brillante y tiene un campo de visión complicado para su detección.

#### Telescopio SkyMapper
En abril de 2017, científicos ciudadanos del proyecto Zooniverse localizaron a cuatro candidatos para el Planeta Nueve utilizando los datos del Telescopio SkyMapper en el Observatorio de Siding Spring. Estos objetos candidatos serán seguidos por los astrónomos para determinar su viabilidad.

#### Zooniverse Backyard Worlds: Planet 9
Otro proyecto de Zooniverse está usando los datos del WISE para buscar el Planeta Nueve.

### Más objetos predichos
Batygin y Brown también predicen una población de objetos distantes todavía no descubiertos. Estos objetos tendrían semiejes mayores de más de 250 UA, pero tendrían excentricidades inferiores y órbitas que se alinearían con el Planeta Nueve. Los perihelios más grandes de estos objetos podrían hacerlos más débiles y más difíciles de detectar que los objetos antialineados.
Encontrar más de tales objetos permitiría a los astrónomos hacer predicciones más precisas sobre la órbita del planeta predicho. El Gran Telescopio para Rastreos Sinópticos (cuando esté completo en 2023), será capaz de cartografiar el cielo entero en tan solo un par de noches, proporcionando más datos sobre los objetos distantes del cinturón de Kuiper que podrían tanto reforzar la evidencia para el Planeta Nueve como ayudar a identificar su ubicación actual.

### Posible detección
Investigaciones estiman que el Planeta Nueve ya habría sido detectado (o será detectado) por el telescopio TESS, que ha examinado todo el hemisferio sur del cielo y es capaz de detectar magnitudes infrarrojas alrededor de 21 (se cree que el Planeta Nueve tiene una magnitud de 19-24). Por lo tanto, si es que el Planeta Nueve está en aquella región observada aumenta la probabilidad de que el TESS logre descubrirlo.

## Origen
Según Batygin y Brown, la nebulosa solar habría tenido que ser «excepcionalmente expansiva para ser compatible con la formación in situ de un planeta en una órbita tan distante y excéntrica», y por tanto especulan que el Planeta Nueve, si es que existe, probablemente se formó más cerca del Sol, pero fue finalmente empujado más lejos por Júpiter o Saturno durante la época nebular, arrojándolo a los extremos exteriores del sistema solar a través de un mecanismo que recuerda a la expulsión de un hipotético quinto planeta gigante en las últimas variaciones del modelo de Niza. Sin embargo, las interacciones gravitatorias con el cúmulo de nacimiento del Sol y, probablemente, los restos gaseosos de la nebulosa solar podrían haber influido en el Planeta Nueve mientras era expulsado, colocándolo en una órbita muy amplia pero estable, bastante fuera del cinturón de Kuiper, pero también dentro de la Nube de Oort interior.
Según las estimaciones actuales de Batygin, para que la teoría de la eyección sea una explicación posible, la línea de tiempo para la expulsión habría estado entre tres millones y diez millones de años después de la formación del sistema solar. Este calendario sugiere que el Planeta Nueve no es el planeta expulsado en el modelo de inestabilidad de Niza, a menos que esto ocurriese demasiado pronto para ser la causa del bombardeo intenso tardío, que entonces requeriría otra explicación. Batygin también está de acuerdo en que estas eyecciones deben haber sido dos eventos separados.
Ethan Siegel, que es profundamente escéptico respecto a la existencia de un nuevo planeta no descubierto en el sistema solar, sin embargo, especula que al menos un planeta de tipo supertierra (que ha sido comúnmente descubierto en otros sistemas planetarios pero no se ha descubierto en el sistema solar) podría haber sido expulsado desde las órbitas interiores del sistema solar debido a la migración de Júpiter hacia el interior durante los inicios del sistema solar. Hal Levinson cree que la posibilidad de que un objeto expulsado termine en la nube de Oort interior es solo alrededor del 2%, y especula que muchos objetos deben haber sido arrojados más allá de la nube de Oort si uno ha entrado en una órbita estable.
Los astrónomos esperan que el descubrimiento del Planeta Nueve ayude en la comprensión de los procesos que están detrás de la formación del sistema solar y de otros sistemas planetarios, y a comprender cómo de inusual es el sistema solar comparado con otros sistemas planetarios.